# GLAMOROUS GOSSIP
『GLAMOROUS GOSSIP』（グラマラス・ゴシップ）は、華不魅による日本のSF漫画作品。『月刊ウィングス』（新書館）にて1998年まで連載されていたが体調を崩し休筆、2010年10月、新書館ウェブマガジンで連載再開。単行本は現在５巻まで発売中。

## あらすじ
未来の地球、6月都市一のハッカー・エドベリとサイボーグのエンヤは賞金稼ぎで生計を立てていた。ある事件をきっかけにエンヤはエドベリの過去に触れ、彼の傍から切り離された。エドベリのもとに戻ろうとするエンヤは、人類を創世した一族E・Eの秘密に関わっていくこととなる。

## 登場人物
エンヤ
主人公。脳以外全て機械で作られた戦闘用サイボーグ。元兵器で脳だけの状態で捨てられていたところをエドベリに拾われ、サイボーグの身体を与えられる。外見は黒髪の少年のような中性の姿。推定年齢16歳。性格は直情的で一途。
元々の性別は女性だが、幼い頃に軍の研究所に売られて脳を改造されたため、子どもの頃の記憶が曖昧で女性として扱われることに違和感がある。名前の由来は某歌手。
エドベリ
推定年齢23～26歳、男性。ESP能力を持ち、エンヤと共に賞金稼ぎをする一方、ハッカーとしても高い技術を有する。ズブロッカ、テキーラ、バーボンなどアルコール度数の高い酒を好む。
エレクトリック・エリィ社の実験体であったが、宇宙空間に廃棄された際に犯罪組織「地獄の亡霊（コンデナート）」に収容され、ハッカーとして働いていた。後にコンデナートを脱退し賞金稼ぎとして生計を立てていたが、幼少体験から悪夢に悩まされ、エンヤと出会うまで薬が手放せなかった。